# Pholidoptera dalmatina
Pholidoptera dalmatina är en insektsart som beskrevs av Maran 1953. Pholidoptera dalmatina ingår i släktet Pholidoptera och familjen vårtbitare. Inga underarter finns listade i Catalogue of Life.